# Ethelum attenuatum
Ethelum attenuatum là một loài chân đều trong họ Eubelidae. Loài này được Richardson miêu tả khoa học năm 1907.